# چهل و سومین دوره جشنواره فیلم فجر
چهل و سومین دورهٔ جشنواره فیلم فجر از ۱۲ تا ۲۲ بهمن ۱۴۰۳ در تهران برگزار شد.
در ۲۱ خرداد ۱۴۰۳ با انتشار فراخوان، کار چهل و سومین دوره فیلم فجر آغاز شد و ثبت‌نام از آثار متقاضی از ۱۵ تا ۳۰ آبان صورت گرفت. منوچهر شاهسواری دبیر این دوره از جشنواره بود.
اعضای هیئت داوران بخش مسابقه سینمای ایران کمال تبریزی، رضا درستکار، بهرام رادان، علیرضا رئیسیان، علیرضا زرین‌دست، عزت‌الله ضرغامی و مستانه مهاجر معرفی شده بودند، اما بهرام رادان به دلیل طولانی شدن بازگشتش به ایران از داوری جشنواره انصراف داد.
بی‌بی‌سی فارسی این دوره را «بی‌روح‌تر از همیشه، بدون حضور تماشاچیان علاقمند به سینما» توصیف کرد و گزارش داد استقبال مردمی از جشنواره کم بوده است؛ به گفتهٔ منتقدان و خبرنگاران؛ فیلم‌های این دوره نه در جلب نظر آن‌ها موفق بودند و نه در جذب مخاطب.

## برندگان و نامزدها

### سیمرغ بلورین
در ۲۱ بهمن ۱۴۰۳ اسامی نامزدهای بخش سودای سیمرغو در ۲۲ بهمن برنده‌های سیمرغ بلورین به شرح زیر اعلام شد:
| بهترین فیلم | بهترین کارگردانی |
| --- | --- |
| - زیبا صدایم کن – سید مازیار هاشمی - بچه مردم - سید علی احمدی - شمال از جنوب غربی - مهدی مددکار - گوزن‌های اتوبان - ابوالفضل صفاری - موسی کلیم‌الله - سید محمود رضوی | - حمید زرگرنژاد – شمال از جنوب غربی - محمود کریمی - بچه مردم - رسول صدرعاملی - زیبا صدایم کن - رضا جمالی - سونسوز - ابوالفضل صفاری - گوزن‌های اتوبان - ابراهیم حاتمی‌کیا - موسی کلیم‌الله                                           |
| بهترین بازیگر نقش اول مرد | بهترین بازیگر نقش اول زن |
| - مصطفی زمانی – شمال از جنوب غربی (سیمرغ بلورین) - نوید پورفرج – گوزن‌های اتوبان (دیپلم افتخار) - امیر نوروزی - ۱۹۶۸ - رضا مسعودی - اسفند - مهبد جهان نوش - بچه مردم - شهاب حسینی - رها - امین حیایی - زیبا صدایم کن - رضا عطاران - صددام                                                            | - فریبا نادری – شوهر ستاره - پادینا کیانی - ۱۹۶۸ - رؤیا افشار - اشک هور - ژولیت رضاعی - زیبا صدایم کن - شمیلا شیرزاد - مرد آرام - مریلا زارعی - موسی کلیم‌الله                                                                    |
| بهترین بازیگر نقش مکمل مرد | بهترین بازیگر نقش مکمل زن |
| - فرهاد آئیش – موسی کلیم‌الله (سیمرغ بلورین) - عنایت بخشی – شاه نقش (دیپلم افتخار) - عباس غزالی - آبستن - تورج الوند - اشک هور - رضا کیانیان - بچه مردم - پیمان قاسم خانی - گوزن‌های اتوبان - بهنام تشکر - موسی کلیم‌الله - میرسعید مولویان - ناتور دشت                                                | - لیندا کیانی – ۱۹۶۸ - ساره بیات - چشم بادومی - غزل شاکری - رها - بیتا عزیز - مرد آرام - بهاره کیان افشار - موسی کلیم‌الله |
| بهترین فیلمنامه | بهترین فیلم‌برداری |
| - محمود کریمی و فائزه یارمحمدی – بچه مردم - آرش صادق بیگی، میلاد صدرعاملی و محمدرضا صدرعاملی - زیبا صدایم کن - محمد جواد اسلامی، حمید زرگرنژاد و سید محمد حسینی - شمال از جنوب غربی - باقر سروش و ابوالفضل صفاری - گوزن‌های اتوبان - مهنوش صادقی - مرد آرام - ابراهیم حاتمی کیا - موسی کلیم‌الله      | - علی محمد قاسمی – شمال از جنوب غربی (سیمرغ بلورین) - میلاد پرتوی – بچه مردم (دیپلم افتخار) - سعید براتی - اسفند - داود محمدی - تاکسیدرمی - محمد آلادپوش - ترک عمیق - سامان لطفیان - زیبا صدایم کن - تورج منصوری - موسی کلیم‌الله |
| بهترین تدوین | بهترین موسیقی متن |
| - عماد خدابخش – بچه مردم - حمید نجفی‌راد - ۱۹۶۸ - مهدی سعدی و لقمان خالدی - رها - بهرام دهقان - زیبا صدایم کن - حمید زرگرنژاد و مجید طارمی - شمال از جنوب غربی - پویان شعله‌ور - گوزن‌های اتوبان | - کارن همایون‌فر – اسفند - کریستف رضاعی - بچه مردم - پیمان یزدانیان - ترک عمیق - حبیب خزایی فر - شمال از جنوب غربی - بهنام جلیلیان و عطا اخگر اندوز - ژولیت و شاه                                                                 |
| بهترین صدا | جایزهٔ ویژهٔ هیئت داوران |
| - میثم یاردیلو (صدابردار) و حسین قورچیان (صداگذار) – گوزن‌های اتوبان - پرویز آبنار صدابردار و صداگذار - بچه مردم - آرش قاسمی صدابردار و صداگذار - پسردلفینی ۲ - سعید بجنوردی (صدابردار) حسین ابوالصدق (صداگذار) - تاکسیدرمی - مسیح حدپور سراج (صدابردار) مهرشاد ملکوتی (صداگذار) - شمال از جنوب غربی | - سونسوز – رضا جمالی |
| بهترین چهره‌پردازی | بهترین طراحی لباس |
| - شهرام خلج – موسی کلیم‌الله - احسان روناسی - بچه مردم - عظیم فراین - زیبا صدایم کن - شهرام خلج - شمال از جنوب غربی - عباس عباسی - صددام | - آذر محمدی – موسی کلیم‌الله - نازنین خزای - بچه مردم - نیاز حمیدی - شمال از جنوب غربی - عباس بلوندی - فریاد - رعنا امینی - گوزن‌های اتوبان - مهشید صادقی - مرد آرام                                                               |
| بهترین طراحی صحنه | بهترین جلوه‌های ویژه میدانی |
| - کیوان مقدم – موسی کلیم‌الله - بابک کریمی - بچه مردم - امیرحسین حداد - تاکسیدرمی - رسول علیزاده - رها - محمد رضا شجاعی - شمال از جنوب غربی - محمد حسین کرمی - صددام و ناتور دشت | - حمید رسولیان – صیاد - حمید رسولیان - ۱۹۶۸ و اسفند - آرش آقابیک - زیبا صدایم کن - رضا ترکمان - شمال از جنوب غربی |
| بهترین جلوه‌های ویژه بصری | بهترین فیلم از نگاه ملی |
| - امیر ولی خانی – صیاد (سیمرغ بلورین بهترین جلوه‌های بصری) - علیرضا واعظ – موسی کلیم‌الله (سیمرغ بلورین بهترین دستاورد فنی) - محمد عبدی - تاکسیدرمی - محمد برادران - خدای جنگ - فرید ناظر فصیحی و فرهاد زمانی - زیبا صدایم کن                                                                         | - خدای جنگ – سعید سعدی - ناتور دشت – مهدی فرجی |
| بهترین فیلم اول | بهترین کارگردان اول |
| - رها – سعید خانی - ۱۹۶۸ - ایرج محمدی - بچه مردم - سید علی احمدی - ترک عمیق - محسن چگینی - چشم بادومی - سجاد نصرالهی نسب - فریاد - بهمن بنی اردلان | - محمود کریمی – بچه مردم - امیرمهدی پوروزیری - ۱۹۶۸ - آرمان زرین کوب - ترک عمیق - ابراهیم امینی - چشم بادومی - حسام فرهمند - رها - محمدرضا اردلان - فریاد                                                                        |
| بهترین فیلم از نگاه تماشاگران | بهترین پویانمایی |
| - پیشمرگ – آرش زینال خیری (بهترین فیلم از نگاه تماشاگران) - پسردلفینی۲ – محمد امین همدانی (بهترین پویانمایی از نگاه تماشاگران) - بچه مردم - سید علی احمدی - خدای جنگ - سعید سعدی - رها - سعید خانی - زیبا صدایم کن - سید مازیار هاشمی - موسی کلیم‌الله - سید محمود رضوی - ناتور دشت - مهدی فرجی      | - پسردلفینی۲ – محمد امین همدانی (تهیه‌کننده) و محمد خیراندیش (کارگردان) - افسانه سپهر - مهدی جعفری جوزانی - زال و رودابه - محمد علی سجادی - ژولیت و شاه - آرمان رهگذر و اشکان رهگذر                                               |

### فیلم کوتاه داستانی
| بهترین فیلم کوتاه |
| --- |
| - دادرسی - نادره سادات سِرکی (کارگردان) (کارگردان) (سیمرغ بلورین بهترین فیلم کوتاه) - کوتی - سهیلا پورمحمدی (کارگردان) (کارگردان) (دیپلم افتخار بهترین اقتباس ادبی) - بدرود پاریس - محمدابراهیم شهبازی (کارگردان) - تانکر - امیر پذیرفته (کارگردان) - تنها کنار هم - امید میرزایی (کارگردان) - چولیبولی - مانا پاک‌سرشت (کارگردان) - رویاساز - محسن مهری دِرَوی و میلاد کیایی (کارگردانان) |

### مستند
| بهترین فیلم مستند |
| --- |
| - شِگرد - جعفر صادقی (تهیه‌کننده و کارگردان) (سیمرغ بلورین بهترین فیلم مستند) - نیما مهدیان (تهیه‌کننده و کارگردان) - یک وجب خاک (سیمرغ بلورین بهترین کارگردان مستند) - رُخ - آرش صادقی و سام کلانتری (تهیه‌کنندگان)؛ سام کلانتری (کارگردان) - کیمیا - محمدحسین حیدری (تهیه‌کننده)؛ زهره احمدزاده (کارگردان) - مرزهای خاموشی - امید هاشملو (تهیه‌کننده و کارگردان) |

### مسابقه تبلیغات
| بهترین پوستر | بهترین تیزر و آنونس |
| --- | --- |
| - محمد روح‌الامین - در آغوش درخت - محمد روح‌الامین - آسمان غرب و قلب رقه - روژان ایرجی - خائن کشی و ساعت ۶ صبح                               | - قدیر حمزه امامچای - روشن - کیومرث بیک زند - برف آخر - روح‌الله موحدی - روایت ناتمام سیما - امید میرزایی - باغ کیانوش - امیرعلی فرنژاد - سه جلد |
| بهترین عکس | |
| - حسن شجاعی کنی - برف آخر - مرتضی اتابکی - مست عشق - محمدمهدی دلخواسته - کاپیتان - مجید محبوبی راد - شهر خاموش - پویا شاه جهانی - آپاراتچی | |

### جوایز و نامزدی‌ها
| نامزدی‌ها | فیلم              |
| -------- | ----------------- |
| ۱۵       | بچه مردم          |
| ۱۳       | موسی کلیم‌الله     |
| ۱۲       | شمال از جنوب غربی |
| ۱۰       | زیبا صدایم کن     |
| ۸        | گوزن‌های اتوبان    |
| ۷        | ۱۹۶۸              |
| ۶        | رها               |
| ۴        | اسفند             |
| ۴        | تاکسیدرمی         |
| ۴        | ترک عمیق          |
| ۴        | مرد آرام          |
| ۳        | چشم بادومی        |
| ۳        | صددام             |
| ۳        | فریاد             |
| ۲        | اشک هور           |
| ۲        | صیاد              |
| ۲        | ناتور دشت         |

| تعداد جوایز | نام فیلم          |
| ----------- | ----------------- |
| ۵           | موسی کلیم‌الله     |
| ۳           | بچه مردم          |
| ۳           | شمال از جنوب غربی |
| ۲           | صیاد              |
| ۱           | ۱۹۶۸              |
| ۱           | اسفند             |
| ۱           | پیشمرگ            |
| ۱           | خدای جنگ          |
| ۱           | رها               |
| ۱           | زیبا صدایم کن     |
| ۱           | شوهر ستاره        |
| ۱           | گوزن‌های اتوبان    |
| ۱           | ناتور دشت         |

## فیلم‌ها

### سودای سیمرغ
اعضای هیئت انتخاب شامل رعنا آزادی‌ور، آرش خوشخو، سعید سهیلی، منیر قیدی، حسین کرمی، محمود گبرلو و محمدرضا مصباح ۳۳ فیلم را برای بخش سودای سیمرغ چهل و سومین جشنوارهٔ فیلم فجر انتخاب کردند، که یکی از آنها (زمانی در ابدیت) به دلیل اختلافات ناشی از پروانه مالکیت و طرح آن در مراجع داوری امکان نمایش در جشنواره را پیدا نکرد. در نهایت ۳۲ فیلم به جشنواره فیلم فجر ۱۴۰۳ راه یافت‌اند:

### بخش پویانمایی
- افسانه سپهر (عماد رحمانی و مهرداد محرابی)
- پسر دلفینی ۲ (محمدامین همدانی)
- زال و رودابه (محمدعلی سجادی)
- ژولیت و شاه (اشکان رهگذر)

### فیلم‌های کوتاه
اعضای هیئت انتخاب مریم اسمی‌خانی، آرش رصافی، مجید شیخ انصاری، محمدرضا عرب و سید صادق موسوی فیلم‌های کوتاه راه‌یافته به بخش مسابقه را به شرح ذیل اعلام کردند:

### مستند
- خط القعر (فرشاد اکتسابی)
- خیابان سوم سئول (محمودرضا رضایی)
- دربارهٔ مهرداد بهار (پیام مستوفی)
- رُخ (سام کلانتری)
- روزگار احمد (محسن اردستانی رستمی)
- شاهین لیل (نصرالله محمدی ایازی)
- شگرد (جعفر صادقی)
- ضد قهرمان (عارف افشار)
- کیمیا (زهره احمدزاده)
- مرزهای خاموشی (امید هاشملو)
- یک وجب خاک (نیما مهدیان)

## نمایش ویژه
در این دوره از جشنواره تعدادی از فیلم‌هایی که به دلایل مختلف مجوز نمایش و امکان حضور در بخش سودای سیمرغ را دریافت نکرده‌اند یا توقیف شده‌اند، در سانس‌های محدودی برای اهالی رسانه اکران شدند.
| تاریخ   | فیلم             | کارگردان          | توضیح                    |
| ------- | ---------------- | ----------------- | ------------------------ |
| ۱۲ بهمن | رگ‌های آبی        | جهانگیر کوثری     |                          |
| ۱۴ بهمن | آتش و گلستان     | علی روئین‌تن       | به دلیل مشکل فنی لغو شد. |
| ۱۵ بهمن | لاک‌پشت           | بهمن کامیار       |                          |
| ۱۶ بهمن | فرشته‌ها نمی‌میرند | محمدرضا ابوالحسنی | مستند                    |
| ۱۷ بهمن | رکسانا           | پرویز شهبازی      |                          |
| ۱۸ بهمن | غریزه            | سیاوش اسعدی       |                          |
| ۱۹ بهمن | پیر پسر          | اکتای براهنی      |                          |
| ۲۰ بهمن | ممنوع‌الخروجی     | سیدجلال اشکذری    |                          |
| ۲۰ بهمن | سالن ۴           | حسین ترک‌جوش       |                          |

طبق برنامه قرار بود فیلم قاتل و وحشی ساخته حمید نعمت‌الله در روز ۲۱ بهمن برای اهالی رسانه نمایش داده شود ولی این اکران لغو شد.